# Rain in the Face

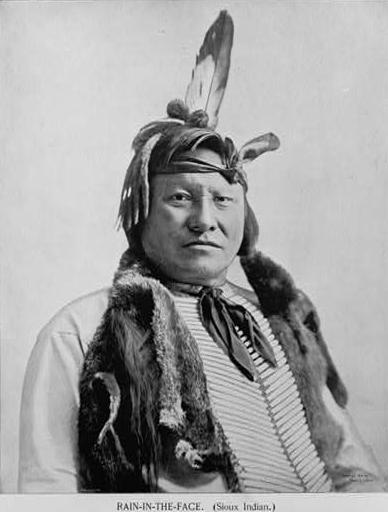
Rain in the Face, Fotografie von 1893

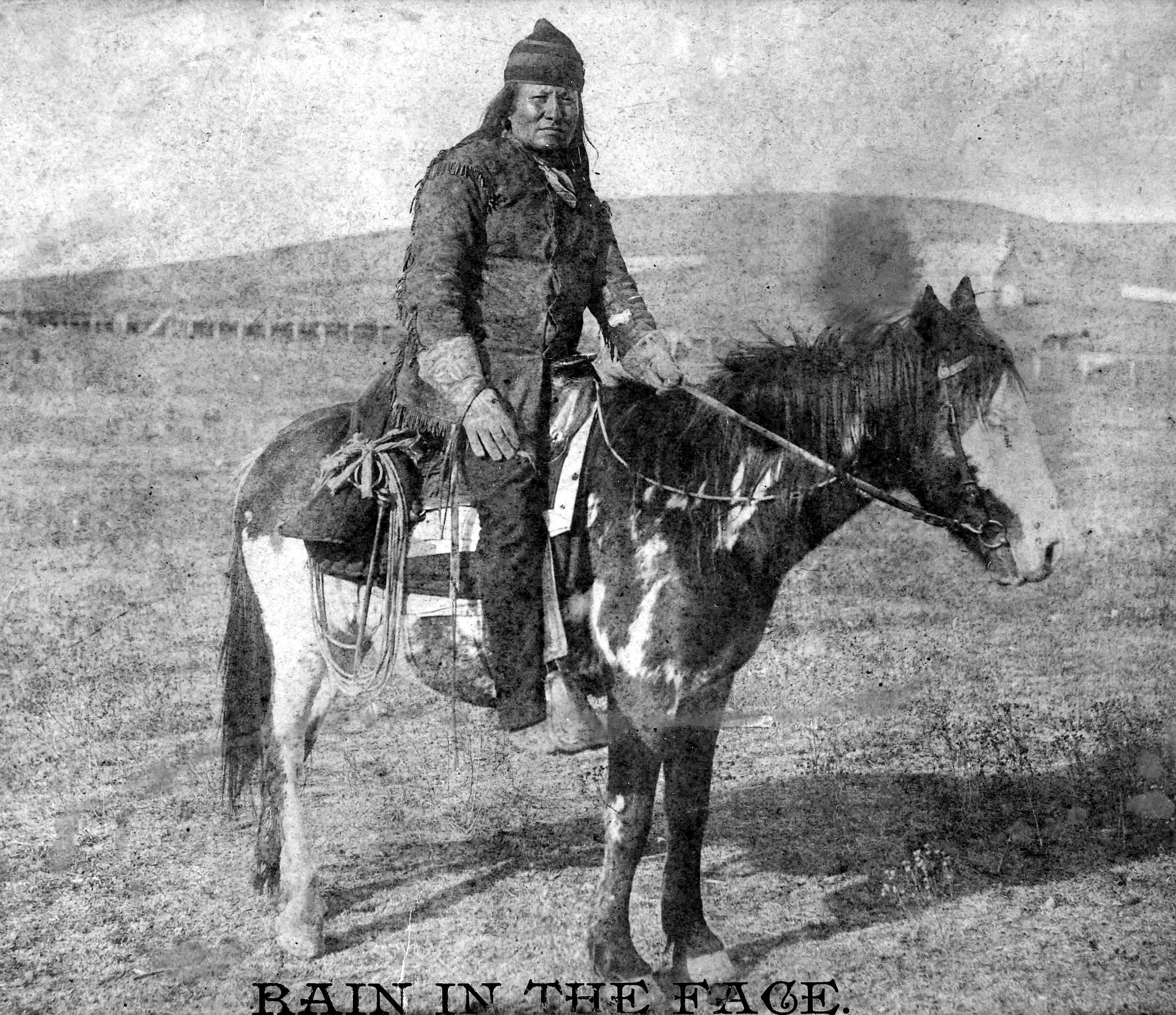
Rain in the Face auf einem Pferd sitzend, zirka 1880–1890

Rain in the Face (englisch, deutsch = Regen im Gesicht, in der Sioux-Sprache Ite-o-Magazu; * um 1835 am Cheyenne River in Süd-Dakota; † 12. September 1905 in Bullhead Station im Standing-Rock-Indianerreservat, North Dakota) war ein Kriegshäuptling der Hunkpapa und Lakota.

## Leben
Rain in the Face wurde 1835 als Sohn des Medizinmannes Wambli-Luta (Roter Adler) und einer Dakota am Cheyenne River geboren.
Bei einem Messerkampf als 10-Jähriger erhielt er seinen Namen: Ein Cheyenne-Junge schnitt ihm ins Gesicht, wobei das Blut seine Kriegsbemalung verwischte. Daher bekam er den Namen Rain in the Face. Schon mit zwanzig Jahren wurde er zu einem Kriegshäuptling der Hunkpapa-Krieger gewählt. Er nahm an zahlreichen Gefechten gegen die United States Army teil. So auch am 21. Dezember 1866, als er mit Red Cloud und Crazy Horse eine Abteilung der US-Armee, etwa 80 Mann unter der Führung von William Fettermann, bei Fort Phil Kearny (Wyoming) in eine Falle lockte und diese bis auf den letzten Mann vernichtete.
Als die Weißen auf der Suche nach Gold immer tiefer in das Gebiet der Black Hills eindrangen, stellte er sich ihnen gemeinsam mit dem Hunkpapa-Häuptling Gall entgegen. Im Jahre 1874 wurde er auf der Standing-Rock-Agentur von Captain Thomas Custer gefangen genommen und im Fort Abraham Lincoln eingesperrt. Angeblich hatte er sich gerühmt, zwei Zivilisten, die sich bei Custers Abteilung aufhielten, getötet zu haben. Custer behandelte seinen Gefangenen schlecht, er soll ihn sogar mit einer Reitpeitsche misshandelt haben. Rain in the Face schwor Rache, und einige Zeit später konnte er dann auch mit Hilfe von Sitting Bull aus seinem Verlies fliehen. Am 25. Juni 1876 kämpfte er zusammen mit Sitting Bull und Crazy Horse in der Schlacht am Little Bighorn. Hier konnte er nun seine blutige Rache nehmen, indem er Captain Tom Custer bei diesem Gefecht erschlug. Lange Zeit galt er auch als der Krieger, der den Bruder von Thomas Custer, General George Armstrong Custer, getötet haben soll. Im Jahre 1877 setzte er sich dann zusammen mit Sitting Bull nach Kanada ab, kehrte aber im September 1880 in die USA zurück, wo er sich in Fort Keogh (Montana) General Nelson A. Miles ergab.
Rain in the Face starb nach einer langen Krankheit am 12. September 1905.

## Legendenbildung
Angeblich hatte Rain in the Face seit seiner Inhaftierung einen Groll gegen die beiden Custers, tötete sie in der Schlacht am Little Bighorn, schnitt Tom Custer das Herz aus der Brust und aß ein Stück davon, um sich die Kräfte seines Opfers einzuverleiben. Tatsächlich wurde der Leichnam Tom Custers nicht in dieser Weise traktiert. Rain in the Face selbst behauptete später bei Interviews abwechselnd, er habe die beiden getötet, und er sei daran unschuldig.